# Норт-Истерн Метростарз
«Норт-Истерн Метростарз» (North Eastern MetroStars Soccer Club) — футбольный клуб из Аделаиды, в настоящее время выступающий в Национальной премьер-лиге Южной Австралии.

## История
Клуб был основан в 1994 году в Аделаиде под названием «Метро Найтс». Начал с выступления во 2-м дивизионе субботней любительской лиги в 1995 году, смог подняться в 1-й дивизион и быстро стал доминирующей командой в лиге. В 1998 году меняет название на «Норт-Истерн Метростарз». В первом же сезоне SASF в 1999 году смог продвинуться в Премьер-лигу.
Впоследствии «Метростарз» укрепил свои позиции в высшей футбольной лиге Южной Австралии и превратился в один из ведущих клубов лиги. В начале 2006 года стал первым клубом, вступившим в Суперлигу. В последнее время они стали более доминирующей силой в Суперлиге, побеждая как основной командой, так и резервной. Также у команды много талантливых воспитанников, таких как Джейсон Спаньоло, Фабиан Барбьеро и Франческо Монтероссо, все они вошли в основу команды «Аделаида Юнайтед», в то время как Адриано Пеллегрино и Шейн Смелц вошли в список других клубов А-лиги.
С 2003 команда одержала множество побед в различных соревнованиях, к примеру: победа в НПЛ Южной Австралии над «Бонниринг Уайт Иглз» со счётом 1:0, победа над «Аделаида Кометс» со счётом 1:0 в финале Кубка ФФСА, победа над «Аделаида Сити» со счётом 2:0 в Кубке Федерации.

## Состав команды
| 1  | Флаг Австралии | Вр  | Айзек Кармоди     | — |  |  |  |  |
| 25 | Флаг Австралии | Вр  | Джексон О’Доннелл | — |  |  |  |  |
| —  | Флаг Австралии | Вр  | Люк Остбай        | — |  |  |  |  |
|    |                |     |                   |   |  |  |  |  |
| 3  | Флаг Австралии | Защ | Коэн Моррис       | — |  |  |  |  |
| 5  | Флаг Австралии | Защ | Тим Хендерсон     | — |  |  |  |  |
| 7  | Флаг Австралии | Защ | Майкл Д’Алоизио   | — |  |  |  |  |
| 16 | Флаг Австралии | Защ | Кайл Краут        | — |  |  |  |  |
| 4  | Флаг Австралии | Защ | Джастин Дэвис     | — |  |  |  |  |
| 26 | Флаг Австралии | Защ | Стивен Кали       | — |  |  |  |  |
|    |                |     |                   |   |  |  |  |  |
| 8  | Флаг Австралии | ПЗ  | Рокки Каллисто    | — |  |  |  |  |

| 10 | Флаг Австралии | ПЗ  | Энтони Соланья    | —    |  |  |  |  |
| 12 | Флаг Австралии | ПЗ  | Бен Хед           | —    |  |  |  |  |
| 14 | Флаг Австралии | ПЗ  | Дилан Смит        | 1996 |  |  |  |  |
| 17 | Флаг Австралии | ПЗ  | Мэтью Доубер      | —    |  |  |  |  |
| 18 | Флаг Австралии | ПЗ  | Фабиан Барбьеро   | 1984 |  |  |  |  |
| 19 | Флаг Австралии | ПЗ  | Купер О’Доннелл   | —    |  |  |  |  |
| 20 | Флаг Австралии | ПЗ  | Джошуа Мори       | —    |  |  |  |  |
| 22 | Флаг Австралии | ПЗ  | Хэмиш Гоу         | —    |  |  |  |  |
|    |                |     |                   |      |  |  |  |  |
| 9  | Флаг Англии    | Нап | Томас Стрейн      | —    |  |  |  |  |
| 24 | Флаг Аргентины | Нап | Кристиан Эспозито | 1990 |  |  |  |  |
| 23 | Флаг Австралии | Нап | Науэль Бонада     | —    |  |  |  |  |

## Тренерский штаб
- Главный тренер — Роб Сарасено[8]
- Ассистент тренера — Адам Ван Доммель
- Помощник тренера — Ник Бузалас
- Тренер Вратарей — Майкл Ренде
- Сотрудник оборудования — Джордж Лаутарис

## Достижения
«Чемпионат первого дивизиона Южной Австралии»
- Обладатель Титула: 2014 (1)

«Кубок Федерации»
- Обладатель Титула: 2004, 2008, 2012, 2016, 2017 (5)

«Лига чемпионов первого дивизиона»
- Обладатель титула: 2004, 2009, 2012 (3)

«Чемпионат малого дивизиона Южной Австралии»
- Обладатель Титула: 2003, 2004, 2005, 2009, 2010, 2011, 2013, 2014 (8)